# Orange Park
Orange Park – miasto w Stanach Zjednoczonych, w stanie Floryda, w hrabstwie Clay.